# NGC 7650
NGC 7650 é uma galáxia espiral barrada (SBc) localizada na direcção da constelação de Tucana. Possui uma declinação de -57° 47' 28" e uma ascensão recta de 23 horas, 25 minutos e 20,9 segundos.
A galáxia NGC 7650 foi descoberta em 28 de Outubro de 1834 por John Herschel.